# Абхазькі негри

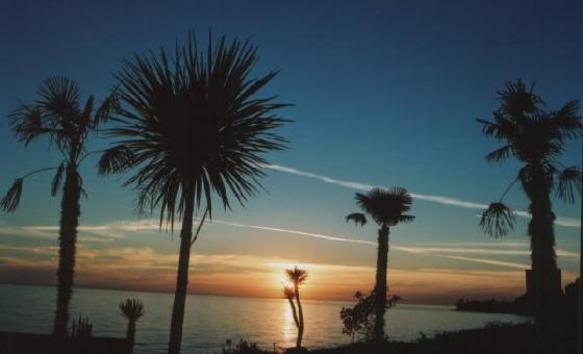
Абхазьке узбережжя.

Абха́зькі не́гри, або кавка́зькі не́гри — невелика расово-етнічна негроїдна група абхазького народу, що проживає, в основному, в абхазькому селищі Адзюбжа в гирлі річки Кодор і навколишніх селах Абхазії (Члоу, Поквеш, Агдарра, Меркула та ін.).

## Походження

### Гіпотези
Про етнічне походження абхазьких негрів і про те, як ці африканці потрапили до Абхазії, спеціалісти єдиної думки не мають. Ряд істориків стверджує, що заселення неграми ряду сіл на околицях Адзюбжі в Абхазії відбулося в XIX столітті (згідно з Віанору Пачуліа — в другій половині XIX століття);  інші автори датують його XVII століттям.
Згідно з однією з версій, кілька сотень чорношкірих рабів було закуплено та ввезено князями Шервашидзе (Чачба) для робіт на цитрусових плантаціях. Цей випадок став єдиним — і, певно, не зовсім вдалим — досвідом щодо масового імпорту африканців, що відбувся на території Чорноморського узбережжя Кавказу.
За іншою версією, негри-абхази — нащадки колхів. Однак питання про ймовірність хоч якоїсь спадкоємності між античними колхами та нинішніми абхазькими неграми відкрите: достовірних свідчень про існування негроїдного населення в історичній Колхіді немає. Також вони можуть походити від єгипетських коптів (копти не є неграми) або від фалаша, ефіопських юдеїв.. Абхазький письменник Дирміт Ґулія у книзі «Історія Абхазії» розвинув теорію про переселення предків абхазів заразом з предками колхів з Єгипту та Абісинії. Гулія порівнювяв дані щодо топоніміки Абхазії та відповідної місцевості Ефіопії і стверджував, що деякі з географічних назв «цілком однакові»: Багада — Багада, Гумма — Гумма, Табакур — Дабакур і т. д.
Зацікавлений цією проблемою Максим Горький разом з абхазьким письменником, головою ЦВК СРР Абхазії Самсоном Чанбою відвідав Адзюбжу, де зустрічався зі старожилами-неграми. За підсумками своєї поїздки та порівняння отриманих відомостей з доступною йому літературою він визнав ефіопську версію походження абхазьких негрів схожою на достовірну.

### Легенди (основні)
Існує й низка «народних» опоетизованих легенд. За однією з них, що згадувалась у доповідній записці Івана Ісакова Микиті Хрущову, що поблизу абхазьких берегів під час шторму зазнав аварії османський корабель із невільниками, котрих везли на продаж. І нинішні негри-абхази — нащадки невільників, які врятувалися з того корабля і заснували колонію в Абхазії. Ця легенда, щоправда, не пояснює, як такий корабель могло занести до води цієї частини Чорного моря настільки далеко від основних морських шляхів негритянської світової работоргівлі.
Інша легенда оповідає про зносини нартів та деяких «чорноликих людей». Згідно з нею, легендарні нарти повернулися на Кавказ із далекого африканського походу з сотнею проводжатих-негрів. Останні залишилися жити в Абхазії у селі Адзюбжа.
Згідно з третьою легендою, до появи негрів-абхазів причетний Петро I: він ввозив у Росію багато арапів, а тих, що не змогли акліматизуватися у Санкт-Петербурзі, дарував абхазьким князям. За свідченням кандидата історичних наук Ігоря Бурцева, таких «подарунків Петра» в Абхазії дійсно могло виявитися кілька десятків.
Можливо, певною мірою вірними є відразу декілька наукових гіпотез і легенд одночасно: багато з них де-факто не виключають, а доповнюють одна одну.

## Історія
Грузинською мовою негри-абхази називалися შავი კაცი (шаві каці; «чорна людина») або შავი ხალხი (шаві халхі; «чорний народ»). У згаданій доповідній записці Івана Ісакова Хрущову про абхазьких негрів, серед іншого, розповідається, що намісник Кавказу Іларіон Воронцов-Дашков, наслідуючи Петра I, мав у своєму особистому конвої негрів з Адзюбжі, які супроводжували його в черкесках. Принц Олександр Ольденбурзький, засновник Гагри, тримав при своєму дворі кілька представників від кожного з народів Чорноморського узбережжя Кавказу, у тому числі місцевих негрів. За розповіддю А. М. Чочуа, у 1880-х роках в Адзюбжі жила велика родина негрів: мати Халлила, її сини Амбер, Ква-Ква й Черін та доньки; сини одружилися з абхазькими дівчатами.
Відомо, що у ХІХ столітті всі абхазькі негри розмовляли лише абхазькою і вважали себе представниками абхазького народу. Інші абхази сприймають це без заперечень, як належне.  Їхня сукупна кількість оцінюється різними спостерігачами в діапазоні від «декількох сімей» до «декількох сіл». Щодо переважного віросповідання серед джерел теж немає єдності — певно, в Абхазії існують або існували в недавньому минулому і негри-християни, і негри-мусульмани, і негри-юдеї.

## Сучасність
О. В. Маан (2006) вказує, що вони живуть у селах Адзюбжа, Киндиг, Тамш, Тхіна, Река, Єлир. В. Пачуліа (1964) додає також селища Паквеш, Меркула, Ачандара, а також місто Сухумі.
Абхазькі негри займаються вирощуванням цитрусових, винограду, кукурудзи, працюють на вугільних шахтах Ткварчелі, на підприємствах Сухумі — трикотажній фабриці, порту і ін. Як і численні абхази, абхазські негри сьогодні розмовляють російською. Більша їх частина асимільована і сильно метисована, багато хто покинув Кодор, осівши в інших частинах Абхазії, сусідніх Грузії і Росії, а також і за їх межами.

## Свідчення
Серед вельми суперечних свідчень, що стосуються або припустимо стосуються предків абхазьких негрів або їх самих, дослідники зазвичай відмічають таке:

— Ну а як живеться неграм в Радянському Союзі?

— Яким неграм? — цікавиться хазяїн.

— Як яким? — здивувався принц, дивлячись на місцевих негрів, що сиділи за цим же столом. — Вам!

— А ми не негри, — сказав хазяїн, усміхаючись своєю характерною усмішкою і киваючи на решту негрів, — ми — абхазці.
— письменник Фазиль Искандер, Сандро из Чегема, книга 2. — М.: «Московский рабочий», — 1989.

## Негри в інших частинах Кавказу

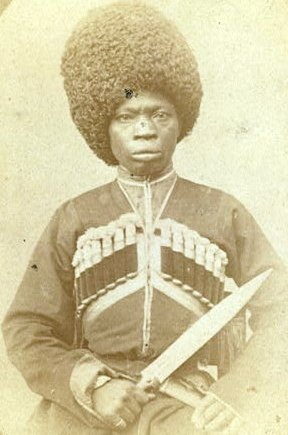
Фотографія карабаського негра, зроблена Джорджем Кеннаном в 1870 році, із Бібліотеки Конгресу США

Невелика кількість негрів в дев'ятнадцятому — початку двадцятого століття проживало також в аджарському місті Батумі. А в Бібліотеці Конгресу США в складі колекції фотографа Джорджа Кеннана зберігається фотографія карабаського негра-арабо-горянина (1870—1886 роки).

## Найвідоміші Абхазькі негри
- Шаабан Абаш — вершний абхазької сотні Черкеського кавалерійського полку, учасник Першої світової війни та Громадянської війни в Росії.